# Erwin Nossig
Erwin Nossig (geboren 7. Juni 1899 in Wien, Österreich-Ungarn; gestorben unbekannt) war ein österreichischer Hockeyspieler.

## Leben
Erwin Nossig arbeitete als Elektrotechniker und war von 1932 bis 1934 im Vorstand der „Josef Kutscher & Ko. Vereinigte Chemische Industrie- und Handels-A.G.“ Er und sein Bruder Alfred Nossig spielten Fußball im Österreichischen Lehrsportverein, sie wechselten nach Ende des Ersten Weltkriegs zum SC Hakoah Wien, wo sie sich auf den Hockeysport konzentrierten. Alfred spielte im Sturm. Erwin galt als bester Verteidiger unter allen Wiener Vereinen und spielte wiederholt in der österreichischen Nationalmannschaft. Er war 1928 Mannschaftskapitän bei den Olympischen Spielen in Amsterdam, bei der die österreichische Mannschaft nach der Gruppenrunde sieglos ausschied. Nossig wirkte auch als Hockeyschiedsrichter und leitete bis 1927 die Schiedsrichterabteilung im Österreichischen Hockeyverband.
Unter dem antisemitischen Eindruck des Austrofaschismus emigrierten Erwin Nossig und auch sein Bruder 1934 nach Großbritannien, und sie gelangten nach Bolivien. Nossig war dort in der freimaurerischen Logia univero aktiv.